# Volkssternwarte Ennepetal

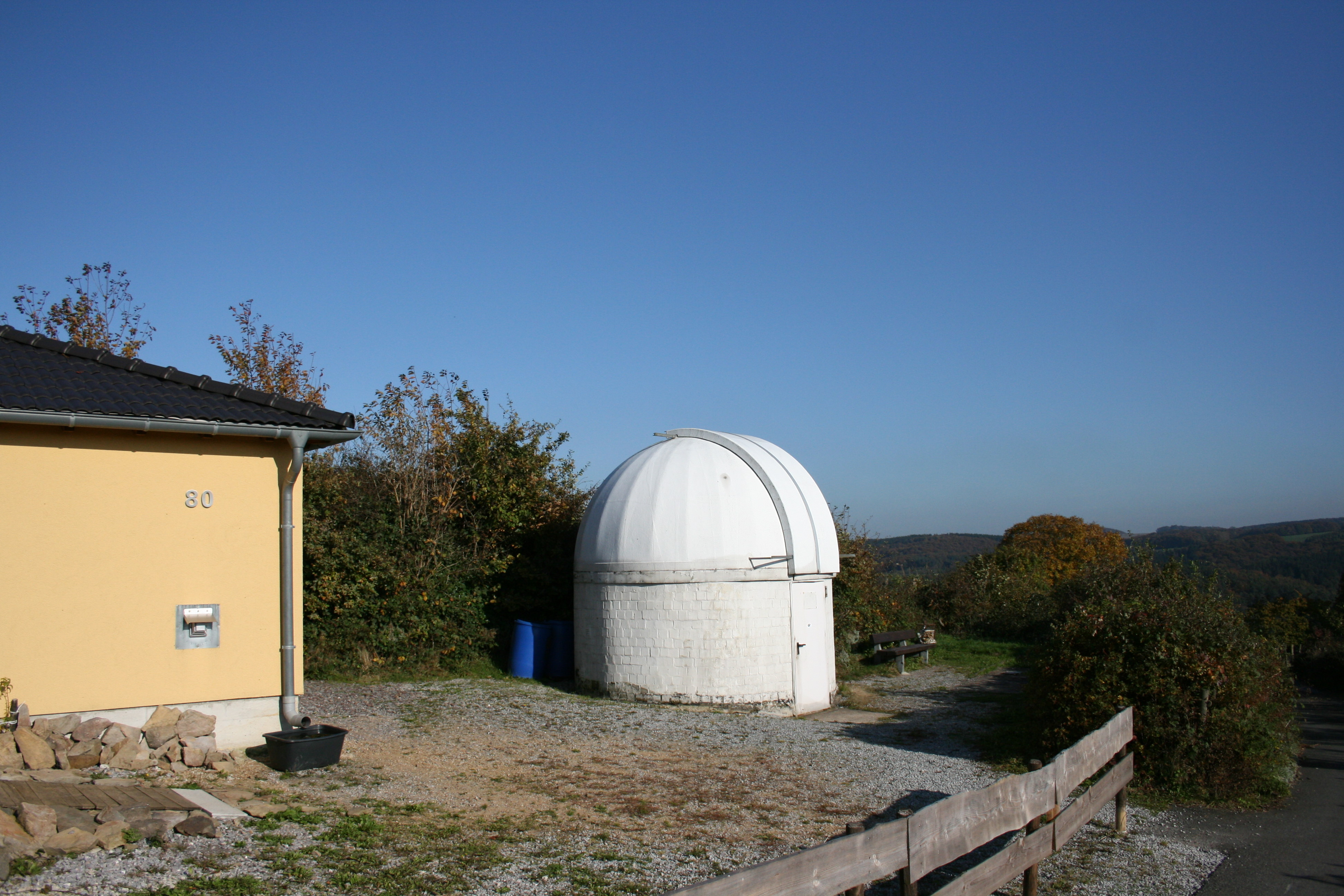
Die Volkssternwarte auf dem Hinnenberg

Die Volkssternwarte Ennepetal ist eine von einem gemeinnützigen Verein betriebene Sternwarte. Sie befindet sich auf dem Hinnenberg im Ortsteil Ennepetal-Voerde.

## Geschichte
1973 gründeten Amateurastronomen einen gemeinnützigen Verein, den Volkssternwarte Ennepetal e.V. Hauptziel war, die Astronomie einer breiten Öffentlichkeit zugänglich zu machen. Im gleichen Jahr errichtete man auf dem Hinnenberg eine Beobachtungsstation, die zunächst aus einer Hütte mit aufklappbarem Dach bestand. 1995 wurde diese durch eine 4 m große Kuppel ersetzt.

## Instrumente
Das Hauptinstrument ist ein Newton-Cassegrain-Teleskop mit einem Hauptspiegel von 30 cm Durchmesser. Das Teleskop ist mit einem zweiten Okularauszug und einem auswechselbaren Fangspiegel ausgestattet und kann wahlweise als Newton-Teleskop oder als Newton-Cassegrain-Teleskop betrieben werden. Die Brennweite beträgt, je nach Aufbau, 1,5 m (Newton) oder 6 m (Newton-Cassegrain).
Die Volkssternwarte Ennepetal bietet regelmäßig öffentliche Himmelsbeobachtungen und astronomische Vorträge an. Darüber hinaus liegt ein Schwerpunkt in der Meteoritenkunde. So werden Vorträge über Meteoriten gehalten, Meteoriten können in der Sternwarte erworben werden und Besucher können „meteoritenverdächtiges“ Material zur Begutachtung mitbringen.